# Semelidae
Famille
Synonymes
Scrobiculariidae H. et A.Adams, 1856
Les Semelidae sont une famille de mollusques bivalves, de l'ordre des Cardiida.

## Liste des genres
Selon World Register of Marine Species (30 mars 2016) :
- genre Abra Lamarck, 1818
- genre Argyrodonax Dall, 1911
- genre Cumingia G. B. Sowerby I, 1833
- genre Ervilia Turton, 1822
- genre Iacra H. Adams & A. Adams, 1856
- genre Leptomya A. Adams, 1864
- genre Leptomyaria Habe, 1960
- genre Lonoa Dall, Bartsch & Rehder, 1938
- genre Montrouzieria Souverbie in Souverbie & Montrouzier, 1863
- genre Rochefortina Dall, 1924
- genre Scrobicularia Schumacher, 1815
- genre Semele Schumacher, 1817
- genre Semelina Dall, 1900
- genre Souleyetia Récluz, 1869
- genre Theora H. Adams & A. Adams, 1856
- genre Thyellisca H. E. Vokes, 1956

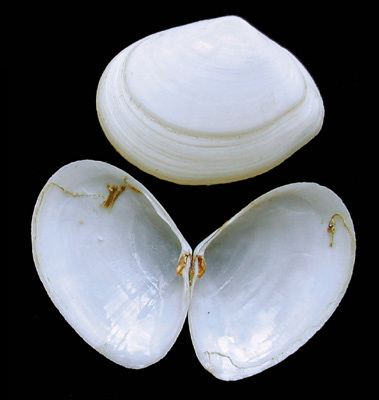
Abra alba
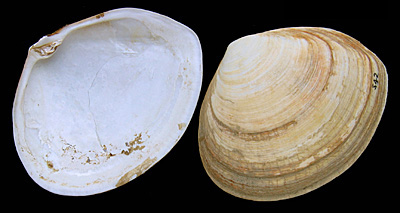
Scrobicularia plana